# Pseudotropheus johannii
Pseudotropheus johannii Eccles, 1973 è un pesce di acqua dolce appartenente alla famiglia Cichlidae ed alla sottofamiglia Pseudocrenilabrinae.

## Distribuzione e habitat
È endemico del Lago Malawi, dove è diffuso sulla costa sud-est, ed è in particolare comune nella località di Cape Ngombo; di solito vive intorno a 5 m di profondità.

## Descrizione
Il dimorfismo sessuale è molto evidente: i maschi adulti sono neri con macchie blu o azzurre pallide, le femmine e gli esemplari giovanili sono invece giallastri. Non supera i 10 cm. La pinna caudale ha il margine arrotondato; la pinna dorsale e la pinna anale sono basse. Sulla seconda negli esemplari maschili sono presenti delle piccole macchie chiare, simili a uova, come nei maschi di alcune specie del genere Maylandia.

## Biologia

### Comportamento
I maschi adulti sono aggressivi verso altri maschi in età riproduttiva.

### Alimentazione
La sua dieta è composta soprattutto da fitoplancton (principalmente Cladophora e Calothrix) tra cui anche diatomee (Stephanodiscus, Melosira, Nitzschia e altre).

### Riproduzione
È un incubatore orale. La femmina depone le uova e le prende in bocca, poi si avvicina alla pinna anale del maschio, probabilmente attratta dalle macchie molto simili a uova lì presenti, e le uova vengono fecondate dentro la bocca.

## Conservazione
Inizialmente classificato come "vulnerabile" (VU) dalla lista rossa IUCN nel 2006, nel 2018 è stato riclassificato come "a rischio minimo" (LC) perché nonostante sia ricercato per l'acquariofilia è una specie molto comune nel suo habitat, e a differenza di quanto riportato nella valutazione del 2006, il suo areale non è limitato a poche località.